# Bahnhof Abbey Wood

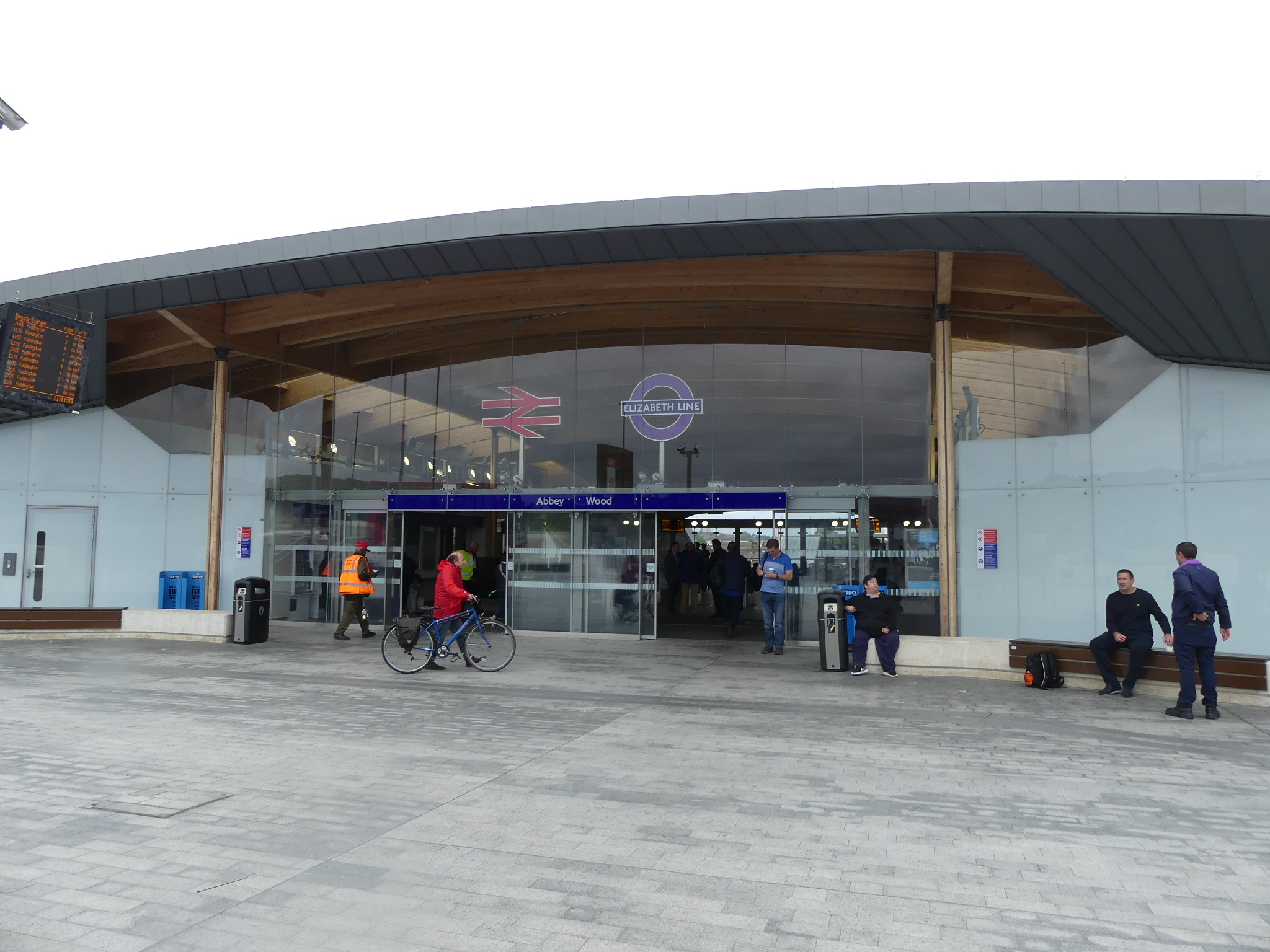
Abbey Wood, 2022

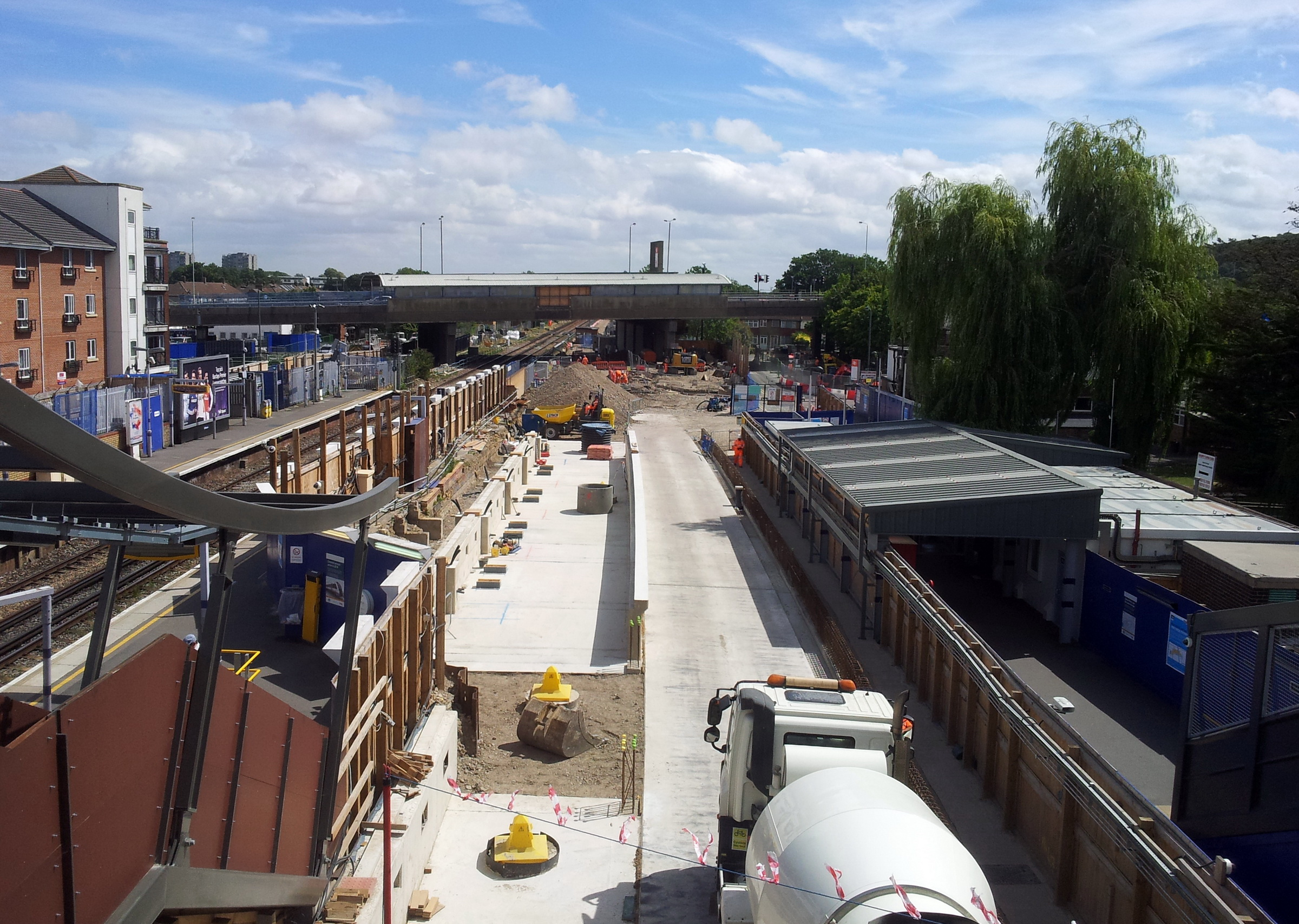
Crossrail-Baustelle (2015)

Der Bahnhof Abbey Wood ist ein Bahnhof an der Grenze der Londoner Stadtbezirke Royal Borough of Greenwich und London Borough of Bexley. Er liegt in der Tarifzone 4 am Harrow Manorway. Erschlossen wird er von Eilzügen der North Kent Line und Lokalzügen der Greenwich Line. Seit dem 24. Mai 2022 ist Abbey Wood die südöstliche Endstation der Crossrail-Strecke auf der Elizabeth Line in Richtung Paddington. Im Jahr 2016 nutzten 2,989 Millionen Fahrgäste den Bahnhof; es wird erwartet, dass diese Zahl deutlich ansteigen wird. Es ist der nächstgelegene Bahnhof zum Vorort Thamesmead, der mit dem Bahnhof per Bus verbunden ist. Der Bahnhof wird von TfL Rail verwaltet, obwohl er von keinen der unternehmenseigenen Linien bedient wird.

## Geschichte
Die South Eastern Railway eröffnete den Bahnhof am 30. Juli 1849, zusammen mit dem Abschnitt Lewisham–Gravesend der North Kent Line. 1899 ging er an die South Eastern and Chatham Railway über, 1923 an die Southern Railway und 1948 an British Rail. Seit der erneuten Privatisierung Mitte der 1990er Jahre ist die Bahngesellschaft Southeastern zuständig.
Der Künstler William Morris fuhr in den 1860er Jahren häufig mit seinen exzentrischen Gästen in einem üppig verzierten Pferdegespann vom Red House zum Bahnhof Abbey Wood, wo sie in den Zug nach London stiegen. 1987 wurde der Bahnhof nach fast 140 Jahren Betrieb vollständig umgebaut. Damit verbunden war die Aufhebung des unmittelbar östlich davon gelegenen Niveauübergangs und dessen Ersatz durch eine Straßenbrücke.

## Ausbau zum Knotenpunkt

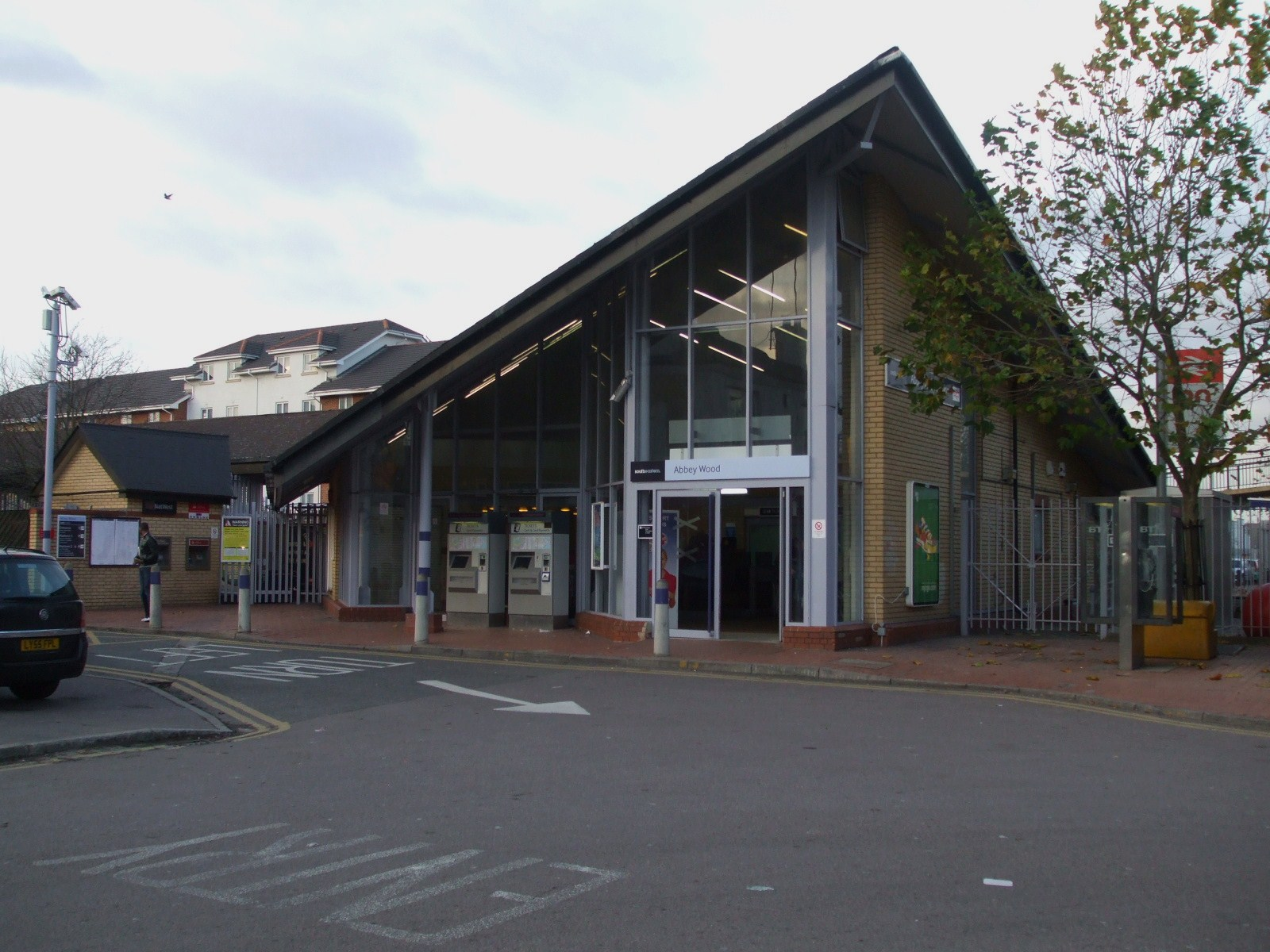
Altes Bahnhofsgebäude (2008)

Nachdem Abbey Wood als südöstliche Endstation der zukünftigen Crossrail-Strecke festgelegt worden war, wurde das erst knapp drei Jahrzehnte zuvor erbaute Bahnhofsgebäude im Mai 2015 abgerissen, da es zu klein für die zusätzlich zu bewältigenden Fahrgäste gewesen wäre. Bis Oktober 2017 entstand ein 130 Millionen Pfund teurer Neubau, dessen Dachform an einen Mantarochen erinnert. Zum bereits bestehenden Mittelbahnsteig kam ein zweiter hinzu. Das verantwortliche Architekturbüro war Fereday Pollard, die Bauarbeiten führte ein von Balfour Beatty angeführtes Konsortium aus. Züge der Elizabeth Line verkehren seit Mai 2022.